# Kotaku
Kotaku — сайт и блог, специализирующийся на компьютерных играх для разных платформ и жанров. Kotaku принадлежит медиакомпании G/O Media, в которую, помимо Kotaku, входят Gizmodo и Jezebel.
В августе 2007 года Allure Media запустила сайт Kotaku Australia. На этом сайте используется как лицензированный от Kotaku контент, так и собственный эксклюзивный.

## История
Kotaku был впервые запущен в октябре 2004 года с Мэттью Галлантом в качестве ведущего автора, целевой аудиторией сайта были молодые мужчины. Проект потерпел неудачу, и для спасения сайта был приглашён журналист Брайан Кресенте. С тех пор сайт запустил несколько региональных версий для Австралии, Японии, Бразилии и Великобритании. В 2009 году Кресенте был назван одним из 20 самых влиятельных людей в игровой индустрии за последние 20 лет по версии GamePro.
В 2009 году Business Insider сообщил, что Hearst Corporation намеревалась купить Kotaku у Gawker Media.
В 2009 году к Kotaku присоединился Стивен Тотило в роли заместителя редактора. В 2012 году Тотило сменил Кресенте на посту главного редактора.
В апреле 2014 года Gawker Media заключила партнерство с Future plc для запуска Kotaku UK, а также с Allure Media для запуска Kotaku Australia.
В августа 2016 года Univision Communications приобрела Gawker Media, получив несколько сайтов, в числе которых был и Kotaku. В 2016 году была основана Gizmodo Media Group, объединяющая эти сайты, которая работала под эгидой Fusion Media Group, подразделения Univision. В апреле 2019 года Gizmodo Media Group была выкуплена частной инвестиционной фирмой Great Hill Partners и переименована в G/O Media.

## Значение названия
В ранних ЧаВо сайта значение слова Kotaku описывается так:
“Otaku” (рус. отаку) является словом японского происхождения, которое означает нездоровую одержимость. В Японии «Otaku» классифицирует жуткое сумасшествие от компьютерных игр, аниме, манги или поп-певцов. В США слово главным образом связано с фанатами аниме и манги. Мы говорим, что использование префикса «ko-» в начале слова вместо использования «o-» добавляет дополнительную коннотацию термина. Таким образом вы видите, что всё это имеет смысл.

## Редакционный состав

### Текущий состав
- Брайан Креценте (англ. Brian Crecente) — управляющий редактор[13].
- Брайан Ашкрафт (англ. Brian Ashcraft) — ночной редактор, Япония.
- Майкл МакВертор (англ. Michael McWhertor) — главный редактор.
- Майкл Фэй (англ. Michael Fahey) — младший редактор, Восточное побережье.
- Люк Планкетт (англ. Luke Plunkett) — младший редактор, Океания.
- Стюарт Хоутон (англ. Stuart Houghton) — младший редактор, Великобритания.
- Адам Бэйрнблат (англ. Adam Barenblat) — младший редактор, видео и иллюстрирование.
- Оуэн Гуд (англ. Owen Good) — младший редактор, выходные.
- А. Дж. Гласьер (англ. A.J.Glasser) — корреспондент, Сан-Франциско.

### Основатели
- Леит Александер (англ. Leigh Alexander) — младший редактор (всё ещё пишет ежемесячные эссе на тему компьютерных игр по своему усмотрению).
- Флинн ДеМарло (англ. Flynn DeMarco) — корреспондент, Сан-Франциско.
- Люк Смитт (англ. Luke Smith) — младший редактор.
- Мэгги Гриин (англ. Maggie Greene) — младший редактор, выходные.

## История сайта
Домен Kotaku.com был зарегистрирован 4 марта 2002 года. Сам же сайт начал работать с 4 октября 2004 года.

## Структура сайта
На сайте все статьи распределены рубрикам. Некоторые из них представлены ниже:
- Features (рус. особенности, характеристики): Обзоры, которые детально рассматривают аспекты индустрии компьютерных игр и включают множество источников. Выходят два раза в неделю.
- Reviews (рус. рецензии): Рецензии на компьютерные игры, которые составляет Kotaku.com, во многом отличаются от рецензий других игровых обозревателей. Рецензии Kotaku являются намного менее описательными и намного более анализирующими, чем рецензии других игровых обозревателей. Большую часть рецензии занимает раздел преимуществ и недостатков игры. Kotaku не ставит какие-либо рейтинговые оценки играм, так как считает их слишком условными и необъективными[16].
- This Day in Gaming (рус. этот день в гейминге): Взгляд в прошлое компьютерных игр, описание игр или игровых событий, которые произошли в этот день в прежние года.
- Papercraft (рус. искусство бумаги): Дополнительные материалы, выставка популярных игровых пиктограмм (иконок), которые изображены в бумажном стиле оригами.
- Day/Night Note (рус. дневные/ночные записи): Секция ежедневных резюме (итогов).

## Награды и рейтинги
Kotaku.com входит в список 100 самых лучших и популярных блогов мира по версии компании CNET Networks.
Также на май 2009 года сайт занимает 34-е место в списке 100 самых популярных блогов по версии Technorati. На май 2009 года главным редактором Kotaku является Брайян Креценте (англ. Brian Crecente).
Сайт Kotaku.com наряду с другими 28-ю сайтами попал в состав жюри, определяющего победителя «Game Critics Awards: Best of E3 2009».